# Вайханский, Семён Семёнович
Семён Семёнович Вайханский (8 марта 1929, Городок — 2007, Олешки, Украина) — советский хозяйственный деятель, организатор производства, общественный деятель. Кандидат технических наук (1976). Почётный гражданин Цюрупинска.

## Биография
Окончил в 1952 году Ленинградский технологический институт целлюлозно-бумажной промышленности (ныне Высшая школа технологии и энергетики).
С 1962 работал на Херсонском целлюлозно-бумажном комбинате (с 1964 — директор, в 1994—1998 — председатель правления — генеральный директор предприятия АО ХЦБК). Под его руководством на комбинате впервые в СССР налажено производство фильтровальной бумаги (1974) и основ для синтетического шпона (1984). В период его руководства была значительно улучшена инфраструктура жилпосёлка работников завода.
Лауреат Государственной премии СССР (1984).
Неоднократно избирался депутатом Херсонского областного совета.